# Джо Гарпер
Джо Гарпер (англ. Joe Harper, нар. 11 січня 1948, Грінок) — шотландський футболіст, що грав на позиції нападника, зокрема, за «Абердин», а також національну збірну Шотландії.. По завершенні ігрової кар'єри — тренер.
Чемпіон Шотландії. Володар Кубка шотландської ліги. 

## Клубна кар'єра
У дорослому футболі дебютував 1966 року виступами за команду клубу «Грінок Мортон» з рідного міста. Захищав її кольори до 1969 з невеликою перервою на виступи в англійському «Гаддерсфілд Таун» протягом частини 1968 року.
1969 року головний тренер «Абердина» Едді Тернбулл запросив нападника до свого клубу, якому трансфер обійшовся у 40 тисяч фунтів. У перший же сезон після переходу допоміг новій команді тріумфувати у розіграші Кубка Шотландії. В «Абердині» став основною ударною силою команди, а вже у сезоні 1971/72, забивши 33 голи, став найкращим бомбрадиром сезону шотландської першості.
Бобмардирські здобутки Гарпера привернули до нього увагу керівництва англійського «Евертона», яке узгодило його перехід до ліверпульського клубу за 180 тисяч фунтів. Проте в Англії нападник не демонстрував такої ж результативності і на початку 1974 року повернувся до Шотландії, де його новим клубом став единбурзький «Гіберніан», яким на той час вже керував все той же Едді Тернбулл.
1976 року за 50 тисяч фунтів повернувся до «Абердина», за який відіграв ще 5 сезонів. За цей час провів понад 100 ігор чемпіонату і був одним з головних бомбардирів команди, маючи середню результативність на рівні 0,54 голу за гру першості. В сезоні 1979/80 допоміг абердинській команді здобути другий в її історії титул чемпіонів Шотландії. Завершив професійну кар'єру футболіста виступами за команду «Абердин» у 1981 році.

## Виступи за збірну
1972 року дебютував в офіційних матчах у складі національної збірної Шотландії. Відтоді залучався до її лав украй нерегулярно, утім був включений до її заявки на чемпіонат світу 1978 року в Аргентині і навіть вийшов на цьому турнірі у грі групового етапу проти збірної Ірану. Ця гра стала для Гарпера четвертою й останньою у формі збірної Шотландії.

## Кар'єра тренера
Розпочав тренерську кар'єру відразу ж по завершенні кар'єри гравця, 1981 року, очоливши тренерський штаб клубу «Пітерхед», з командою якого пропрацював протягом сезону.

## Титули і досягнення
- Чемпіон Шотландії (1):

«Абердин»: 1979-1980
- Володар Кубка Шотландії (1):

«Абердин»: 1969-1970
- Володар Кубка шотландської ліги (1):

«Абердин»: 1976-1977
- Найкращий бомбардир чемпіонату Шотландії (1): 1971-1972 (33 голи)